# Andrei Grigorjewitsch Welikanow

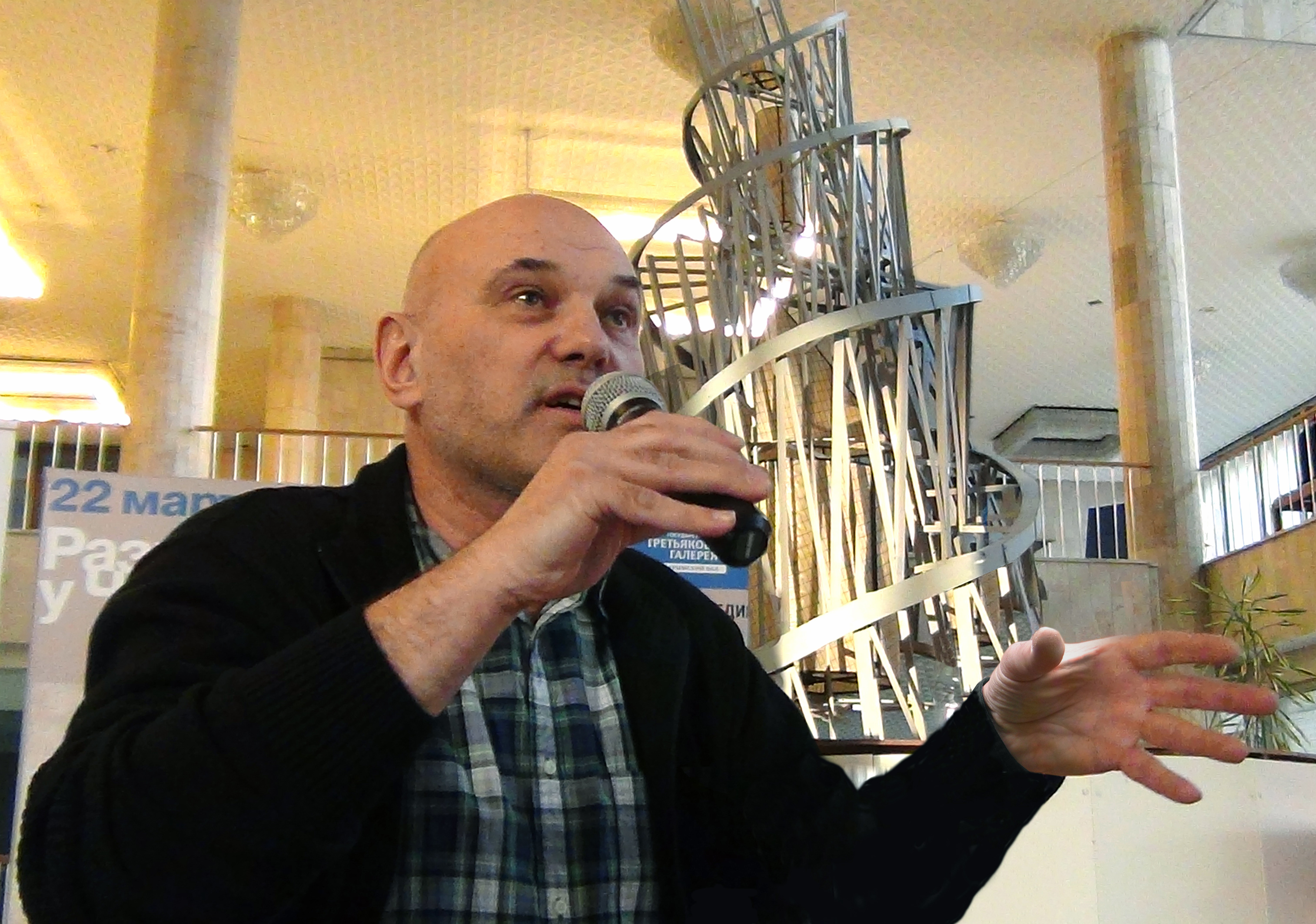
Welikanow, 2014

Andrei Grigorjewitsch Welikanow (russisch Андрей Григорьевич Великанов; * 5. Juli 1954 in Moskau, Sowjetunion) ist ein russischer Philosoph, Künstler und Kunsttheoretiker. Er arbeitet im Bereich der Medienkunst und hat zahlreiche Publikationen zur Kunst- und Kulturtheorie veröffentlicht. Zudem engagiert er sich in der Lehre und kulturellen Bildung.

## Leben und Werk
Welikanow begann seine künstlerische Laufbahn 1989 mit kinetischen Kunstwerken, die in Russland und Deutschland ausgestellt wurden. Ab 1994 erweiterte er sein Schaffen um Performance-Kunst und soziale Aktionen.
Ein bedeutendes Projekt war „Schwimmbad Moskwa“ (1994), eine künstlerische Intervention, die sich kritisch mit dem geplanten Wiederaufbau der Christ-Erlöser-Kathedrale an der Stelle eines beliebten Schwimmbads auseinandersetzte. Seit 1997 arbeitet Welikanow verstärkt mit Netzkunst und Videokunst. 1999 erschuf er die virtuelle Künstlerfigur „Namniyaz Ashuratov“ als Reflexion über Identität und Autorschaft.
Welikanows theoretische Auseinandersetzung mit Kunst und Ästhetik mündete 2007 in sein Buch Am I a Trembling Simulacrum, or Whether I Have the Right? (Original: Simuli︠a︡kr li i︠a︡ drozhashchiĭ ili pravo imei︠u︡). Das Werk stellt ein ästhetisches Manifest dar und entwickelt eine Methodologie zur Verbindung klassischer und zeitgenössischer künstlerischer Konzepte. 2019 verfasste er die Dissertation „Ästhetik des Simulacrums: Theoretische Grundlagen der Interpretation“, die in Fachkreisen Beachtung fand, jedoch nicht als offizielle akademische Qualifikation eingereicht wurde.
Er publizierte Schriften unter anderem in künstlerischen und philosophischen Zeitschriften wie Sklaven, LOGOS, Moscow Art Magazine, Russian Journal, Chastny Korrespondent und dem Russian Journal of Philosophy & Humanities.

## Lehrtätigkeit
Seit 1995 ist Welikanow in der Lehre aktiv. In den 2010er- und 2020er-Jahren unterrichtete er an der Wirtschaftshochschule Moskau und der Russische Staatlichen Geisteswissenschaftliche Universität (RSUH). Er gab zudem Vorlesungen am Garage Museum of Contemporary Art, am Zentrum für Avantgarde im Jüdischen Museum Moskau und an anderen Institutionen.

## Auszeichnungen
Welikanow wurde mehrfach für seine Netzkunstwerke ausgezeichnet, u. a. mit dem EMARE Stipendium 1996 während des "Ostranenie Festivals des Internationalen Video Forums" der Stiftung Bauhaus Dessau oder den ersten Preis beim Da-Da-Net-Festival (1998, Moskau) für das Werk "HERBARIUM FOR GOETHE".
Außerdem erhielt er Preise beim "Art on the Net Festival" (Machida City Museum of Graphic Arts, Tokio, 1999, 2002) und 2000 für das beste interaktive Projekt beim SXSW Interactive Festival.